# Magazine 60
 (janvier 2019).
Si vous disposez d'ouvrages ou d'articles de référence ou si vous connaissez des sites web de qualité traitant du thème abordé ici, merci de compléter l'article en donnant les références utiles à sa vérifiabilité et en les liant à la section « Notes et références ».
Magazine 60 est un groupe français fondé en 1981 par Jean-Luc Drion, producteur indépendant et la fratrie Delval. Par la suite, Dominique et Pierre Mastro vont participer au groupe. Ils sont tous originaires de la région lilloise. Le groupe se consacre d'abord à des reprises de succès des années 1960 puis, à la suite d'une scission en 1983, fait de l'eurodisco-synthpop. En 1984 sortent plusieurs 45 tours de synthpop dont deux entrent dans les charts : Don Quichotte (No estan aqui) et Rendez-vous sur la Costa del Sol.

## Biographie
Yves, Marc et Danielle Delval, tous trois auteurs-compositeurs-interprètes et amateurs de West Coast, participent en 1977, sous le nom de Beaugency , à un concours national sur la radio RTL. Leur groupe gagne ce concours avec une chanson écrite par Yves Delval, intitulée Matin d’amour parmi les 1 200 groupes participants. Plusieurs sociétés de production les contactent mais aucun contrat n'est concrétisé.
De son côté, Jean-Luc Drion, auteur-compositeur et arrangeur déjà connu dans le métier, participe à plusieurs productions françaises et belges (Crazy Horse, Chocolat's, Claudia Cardinale, Christian Adam, Alain Delorme, etc.).
Joignant leurs talents, les Delval et Jean-Luc Drion ont l’idée de reprendre des chansons des années 1960 sous forme de pot-pourri : ce sera la création du groupe Magazine 60.
Alain Dernoncourt, chanteur, se joint à eux pour l'enregistrement de leur premier album simplement intitulé Magazine 60 qui sort en 1981 chez Barclay Records. Il se classe dans les 10 premieres ventes et s'écoule à plus de 260 000 exemplaires dans toute la France, dont plus de 100 000 exemplaires sur les seuls départements du Nord et du Pas-de-Calais. 380 000 single 45 tours s'écoulent par ailleurs. L'album devenu disque d’or, la promotion, les passages à la télévision, radios et galas s'enchaînent pour Magazine 60.
Danielle Delval quitte le groupe pour réaliser ses propres titres. Elle est remplacée par Michèle Calleweart.
À la fin de 1981, au début de 1982, le groupe décide de sortir un deuxième album intitulé 60’s slows, qui remporte le même succès : plus de 280 000 albums et 110 000 45 tours. Sont alors réalisés deux clips vidéo pour l’international. Le groupe est classé dans les 10 meilleurs groupes[Quoi ?] et obtient à nouveau un disque d’or. Une tournée dans toute la France s'ensuit.
Toujours en 1982, un troisième d'album sort, toujours intitulé Magazine 60 comprenant cette fois des medleys twists, slows et ballades en français. Cette même année sort également un 45 tours, J’fais de la radio.
En 1983 des dissensions financières et juridiques se font jour. Les Delval n'étaient que les interprètes des succès de Magazine 60, tandis que le producteur Jean-Luc Drion en détenait les droits. La promotion est stoppée net, et Magazine 60 éclate. Yves Delval, Marc Delval et Michèle Calleweart le quittent, Jean-Luc Drion continuant seul l'aventure.
En 1984, il produit, toujours sous le nom de Magazine 60, plusieurs 45 tours de synthpop dont deux se classent dans les charts : Don Quichotte (No estan aqui) et Rendez-vous sur la Costa del Sol. Ces titres sont réalisés avec Dominique Regia-Corte (ou « Régiacorte »), interprète compositeur, et Pierre (dit « El Chico »), guitariste vocal. Don Quichotte atteint la 10e place des meilleures ventes en France ainsi que la 25e place en Autriche et la 42e place  aux Pays-Bas.
En 1985, avec Dominique Regia-Corte, Jean-Luc Drion créé le groupe Monte Kristo, groupe de style italo disco qui sort le tube The Girl Of Lucifer, qui se classe 8e en novembre 1985 dans le top 50 de l'époque, avec 17 semaines de présence. S'ensuivent les titres Sherry Mi Saï à consonance italo disco d'inspiration japonaise, ainsi que le plus discret Lady Valentine. Les autres titres ultérieurs ont une portée plus confidentielle.
En 1985 Jean-Luc Drion produit et enregistre un album consacré aux succès éternels de la guitare sous le titre La guitare des années 60.  
De leur côté, Yves et Marc Delval signeront en 1983 chez Barclay Records sous le nom de Madison 60 un 45 tours reprenant les meilleurs titres madisons, puis sortent en 1991, chez BMG Entertainment, un album intitulé Legend 60 incluant des reprises des titres pop-rocks des années 1960.
En 1992, Universal Music Group sort une compilation des deux premiers albums de Magazine 60 (medley de titres des années 1960) qui s’écoule à plus de 230 000 exemplaires.
En 2002, le titre Don Quichotte (No estan aqui) est présent dans la bande originale du film de Claude Duty Filles perdues, cheveux gras.
En 2006, Yves Delval et son frère Luc, fort de l’engouement du public pour les années 1960, remontent le groupe et proposent un nouveau spectacle basé sur une dizaine de medleys, reprenant les styles de musiques de ces années-là
En 2007, le chanteur de The Black Eyed Peas, Will.i.am, inclut un sample de Don Quichotte dans sa chanson I Got It from My Mama (en).
En juin 2013, la musique de Don Quichotte (No estan aqui) est reprise  dans une publicité de la marque de téléphonie mobile Sosh. Un single intitulé Don Quichotte - TV Edit sort dans la foulée, toujours sous le nom de Magazine 60. Le titre est également présent sur la compilation Hit 2013 - Spécial rentrée.
Pierre a entamé une carrière solo interprète, reprenant ses titres originaux Don Quichotte, Costa Del Sol, Pancho Villa ainsi que ses créations Come On in Mexico, Dont Play Love, etc.
Dominique Regia Corte, fut quant à lui le speaker du RC Lens du milieu des années 1990 à la fin de la saison 2016-2017.
Pierre Ex Magazine 60 Invitations  Aux Castel à Paris Le 3 décembre 2024 et Belgique .
En 2025 Reprises de du titres" Don Quichotte" by Magazine 60 dans le Film "Happy Gilmore Two " sur netflix

## Discographie

### Albums
- 1981 : Magazine 60
- 1981 / 1982 : 60’s slows (Magazine 60)
- 1982 : Magazine 60[3]
- 1985 : Costa Del Sol[4] (album de 7 titres réalisé par J.-L. Drion, Pierre Mastro et D. Régiacorte)
- 2011 :  Pierre Ex Magazine 60  ( Forever Vous ) 63 titres : Cover Don Quichotte  No estan aqui / Maxi cover rendez vous sur la costa del sol/ Remix Don Quichotte / Come  On In Mexico.
- 2023 : Pierre Ex Magazine 60  (The Origine 2 ) ( Album de 17 titres) :Remix Stay Away Stay By Me .
- 2024 : Pierre Ex Magazine 60 Various Music's Compilations Nn° 3 (Album 18 titres )

### Singles
- 1982 : J'fais d'la Radio
- 1982 : Sir Walter Gimmick
- 1984 : Don Quichotte (No estan aqui) #10 FR,#56 US,#25 AT,#42 NL
- 1985 : Rendez-vous sur la Costa del Sol
- 1986 : Florida Mix
- 1987 : Pancho Villa
- 1988 : 36.15 Tap Connection[5]